# 任末
任末（？年—？年），字叔本，蜀郡繁縣（今四川省成都市）人。年輕時學習《齊詩》，與廣漢郝伯宗、蜀郡景鸞、潁川李仲、渤海孟元叔遊學七州。教授學生十多年。

## 生平
任末的朋友董奉德在洛陽病逝，任末親自推鹿車，將董奉德的遺體送到墓地，因為這件事任末出了名。後任郡功曹，因病請辭。任末奔往任末老師的喪禮時，途中任末病故。臨死前，告訴哥哥的兒子任造說：「一定要將我的遺體送到師門，即使死了還會有知覺，靈魂才不會慚愧；如果沒有知覺，得土而已。」任造遵從任末的遺言。

## 軼事
任末十四歲時，並沒有固定的老師，不怕路途艱辛，到處求學。任末常說：「人如果不學習，怎麼可能會有成就？」任末有時在樹林就搭個茅屋住下，削樹枝當筆，取樹汁當墨。夜晚降臨後，任末就在月光下讀書；沒有月亮的夜晚，任末就便點燃麻蒿來取光。每當讀書有心得時，就把心得寫在衣服上。學生們佩服任末勤學，用乾淨的衣服來換任末寫滿了字的舊衣服。任末不看不是聖賢之書。任末臨終時，告誡他的學生們說：「好學的人，雖死若存；不學無術的人，即便活著，也不過是行屍走肉！」河洛秘奧，非正典籍所記載，都注記在柱壁和園林樹木，仰慕好學的人們，都前來註記。時人謂任氏為「經苑」。

## 延伸阅读
[在维基数据编辑]
 《後漢書·卷79下》，出自范晔《後漢書》